# Кайя Парве
Кайя Парве (ісп. Kaija Parve, 14 червня 1964) — естонська біатлоністка, що виступала за Радянський Союз, семиразова чемпіонка світу, найкраща спортсменка Естонії 1985 та 1986 років. 
Спочатку займалася лижними перегонами, була чемпіонкою Естонії 1983 року, але потім перейшла в біатлон й виступала впродовж семи років за збірну Радянського Союзу. Завершила кар'єру 1990 року через одруження і вагітність.

## Зовнішні посилання
Біографія [Архівовано 29 червня 2019 у Wayback Machine.]
1. 1 2  Eesti spordi biograafiline leksikon